# Classe Walrus
Pour les articles homonymes, voir Walrus.
La classe Walrus est une classe de sous-marin d'attaque conventionnel à propulsion classique en service dans la Marine royale néerlandaise depuis 1990. Au nombre de quatre, ils portent chacun le nom d'un mammifère marin : Walrus, Zeeleeuw, Dolfijn, Bruinvis.

## Historique

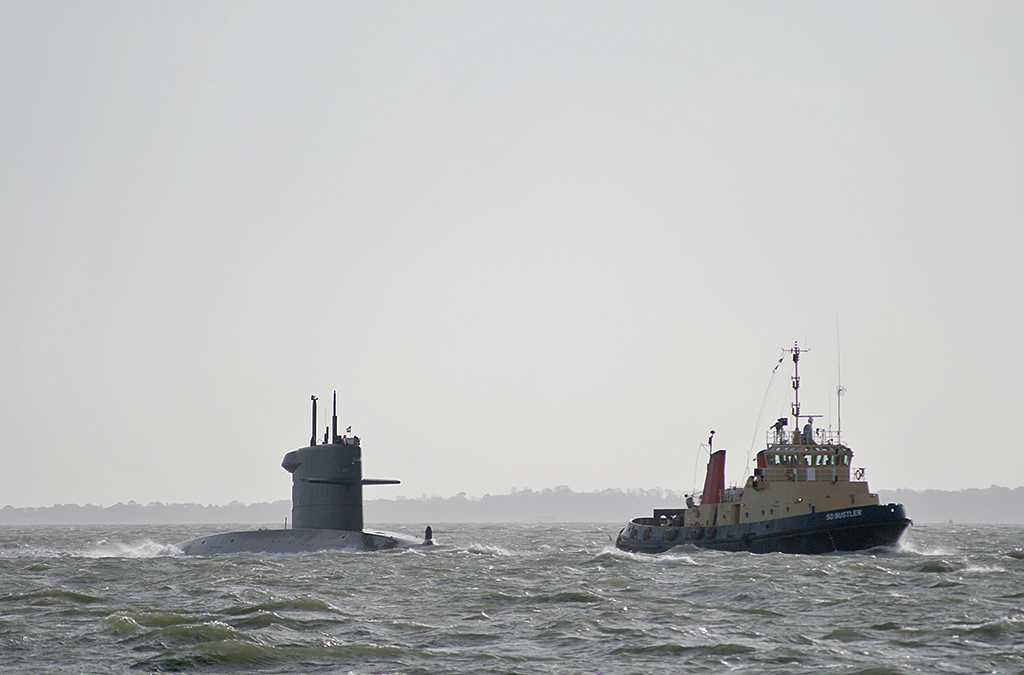
Le Dolphin escorté par un navire de la HMNB Portsmouth (Royaume-Uni), à son arrivée.

La Marine royale néerlandaise avait déjà connu dans son histoire une classe Walrus entre 1953 et 1971. Il s'agissait de deux sous-marins américains de classe Balao, prêtés après la Seconde Guerre mondiale aux Pays-Bas dans le cadre du Mutual Defense Assistance Act en remplacement de la classe T d'origine britannique. Opéraient ainsi sous les couleurs néerlandaises, par contrats renouvelés de cinq ans, le Hr.Ms. Walrus, anciennement USS Icefish (SS-367) (en), et le Hr.Ms. Zeeleeuw, anciennement USS Hawkbill (SS-366) (en).
Mais la classe Walrus contemporaine (ou Walrus II) est d'une tout autre nature et voit le jour en 1974, à l'occasion du plan décennal de Défense. La Marine entendait remplacer les deux sous-marins les plus anciens de l'époque, ceux de la classe Dolfijn, les Hr.Ms. Dolfijn et Hr.Ms. Zeehond dont la conception remontait aux années 1950. Les chantiers navals RDM (Rotterdamsche Droogdok Maatschappij) de Rotterdam sont désignés maître-d'œuvre et les premières études débutent en 1978. Les ingénieurs s'inspireront de l'architecture récente du sous-marin de classe Zwaardvis, ajoutant de multiples améliorations et rallongeant la structure d'un mètre. Dans le milieu des années 1980 la mise au point commence à ralentir en raison d'incessantes modifications du cahier des charges. Les coûts initialement prévus sont finalement dépassés de plus du double, et le gouvernement décide d'ajouter deux sous-marins supplémentaires à la commande pour remplacer ceux de la classe Potvis. La propulsion choisie est classique, c'est-à-dire diesel-électrique. En plus du schnorchel, qui permet au diesel de recharger les batteries tout en restant juste sous la surface de l'eau (immersion périscopique), les ingénieurs prévoyaient l'installation d'un dispositif anaérobique pour se passer de l'air atmosphérique et donc évoluer plus longtemps à une profondeur plus importante. Ce dernier sera finalement abandonné. Le navire de tête de la classe Walrus entre en service le 25 avril 1990.
À la suite de modernisations en cours depuis 2015, ils sont censés avoir une durée de vie passant de 25 à 35 ans et rester en service jusqu'en 2025/2030. Le remplacement de la classe Walrus fait l'objet de compétition entre les chantiers navals européens pour une nouvelle Classe Orka. En mars 2024, le projet de Naval Group, dérivé de la Classe Suffren, mais à propulsion conventionnelle est adopté.
En mars 2022, à la suite d'un retard important du programme de remplacement, il est annoncé que les deux sous-marins les plus anciens seront désarmés, et que leurs pièces serviront pour l'entretien des deux autres.

## Caractéristiques
Les barres de plongée arrière sont mêlées à la barre de direction, et disposées en « x » (en croix de Saint-André). Les barres de plongée avant sont plus classiquement implantées de part et d'autre du massif.

## Liste des navires
| Nom      | no coque | Mise sur cale     | Date de lancement | Mise en service | Retrait de service | Statut                       |
| -------- | -------- | ----------------- | ----------------- | --------------- | ------------------ | ---------------------------- |
| Walrus   | S 802    | 11 octobre 1979   | 28 octobre 1985   | 25 mars 1992    | 12 octobre 2023    | Destiné à la cannibalisation |
| Zeeleeuw | S 803    | 24 septembre 1981 | 20 juin 1987      | 25 avril 1990   |                    |                              |
| Dolfijn  | S 808    | 12 juin 1986      | 25 avril 1990     | 29 janvier 1993 |                    |                              |
| Bruinvis | S 810    | 14 avril 1988     | 25 avril 1992     | 5 juillet 1994  |                    |                              |